# Christoph Kaufmann (Historiker)
Christoph Kaufmann (* 14. September 1955 in Markranstädt) ist ein deutscher Historiker, Museumskurator und Autor.

## Leben und Wirken
Nach dem Besuch der Polytechnischen Oberschule in Leipzig-Miltitz machte Kaufmann eine Ausbildung zum Facharbeiter für Betriebsmess-, Steuerungs- und Regelungstechnik und arbeitete anschließend mehrere Jahre in dem Beruf. Während seiner Grundwehrdienstzeit in der Nationalen Volksarmee bewarb er sich 1979 erfolgreich an der Leipziger Fachschule für Museologen und absolvierte anschließend dort mit erfolgreichem Abschluss die Ausbildung.
Nach einer kurzen Tätigkeit im Museum auf dem Schloss Neu-Augustusburg in Weißenfels bekam Kaufmann 1987 eine Anstellung als Museumsassistent im Museum für Geschichte der Stadt Leipzig. Parallel dazu absolvierte er zwischen 1988 und 1992 ein Fernstudium an der Humboldt-Universität zu Berlin zum Diplom-Historiker. Bei seinem Arbeitgeber – nun in Stadtgeschichtliches Museum Leipzig umbenannt – wurde 1990 eine Fotothek eingerichtet, deren Leitung er übernahm. Kurz zuvor hatte Kaufmann in der Leipziger Nikolaikirche eine erste eigene Ausstellung mit von ihm gesammelten Plakaten und Transparenten von den Leipziger Montagsdemonstrationen kuratiert, weitere große zur Fotografie- und Architekturgeschichte Leipzigs folgten. Daneben waren weitere Schwerpunkte seiner Forschungen vor allem die frühe weibliche Berufsfotografin Bertha Wehnert-Beckmann, der Fotograf Hermann Walter und das Atelier seiner Nachkommen sowie das Ende des Zweiten Weltkriegs in Leipzig. Ende September 2020 verabschiedete er sich in den Ruhestand, zu diesem Zeitpunkt hatte das Stadtgeschichtliche Museum Leipzig unter seiner Fototheksleitung über 80.000 Fotografien formal und inhaltlich erschlossen, die online recherchierbar sind.
Kaufmann engagiert sich in der Bürgerinitiative Capa-Haus und erschließt ehrenamtlich den fotografischen Nachlass des Fotografen Armin Kühne im Universitätsarchiv Leipzig. Er ist verheiratet, hat zwei erwachsene Kinder und lebt in Leipzig-Miltitz.

## Schriften (Auswahl)

### Einzelschriften
- Agenten mit dem Kugelkreuz. Leipziger Junge Gemeinden zwischen Aufbruch und Verfolgung 1945 – 1953. Evangelische Verlagsanstalt, Leipzig 1995, ISBN 3-374-01585-9.
- Von einem Abriss wird abgeraten. Das Gewandhaus zu Leipzig zwischen 1944 und 1968. Sax-Verlag, Beucha 1996, ISBN 978-3-930076-41-3.
- mit Wolfgang G. Schröter: Der gläserne Schatz. Leipzig-Fotografien aus dem Atelier Hermann Walter, hrsg. vom Stadtgeschichtlichen Museum Leipzig. Verlag DZA, Altenburg 2002, ISBN 978-3-9806602-4-2.
- Mit Volldampf durch die Stadt. Die Leipziger Trümmerbahnen 1944 – 1956. Lehmstedt, Leipzig 2006, ISBN 978-3-937146-36-2.
- Leipzig 1918 – 1935. Fotoatelier Hermann Walter, hrsg. vom Stadtgeschichtlichen Museum Leipzig. Pro Leipzig, Leipzig 2010, ISBN 978-3-936508-61-1.
- mit Susanne Schötz u. a.: Die Fotografin. Bertha Wehnert-Beckmann. 1815 – 1901, hrsg. vom Stadtgeschichtlichen Museum Leipzig. Passage-Verlag, Leipzig 2016, ISBN 978-3-95415-031-1.
- mit Peter Leonhardt und Anett Müller: Plan! Leipzig. Architektur und Städtebau 1945–1976 (= Beiträge zur Architektur. Bd. 3), hrsg. vom Stadtgeschichtlichen Museum Leipzig. Sandstein Verlag, Dresden 2018, ISBN 978-3-95498-448-0.
- mit Friederike Degner, Nadja Staab und Peter Leonhardt: Neues aus Beton und Stahl. Neubauten der 1920er und 1930er Jahre in Sachsen im Fokus des Ateliers Hermann Walter. Pro Leipzig, Leipzig 2019, ISBN 978-3-945027-22-6.

### Herausgeberschaft und Beiträge
- (als Hrsg.): Sorget nicht, was ihr reden werdet. Kirche und Staat in Leipzig im Spiegel kirchlicher Gesprächsprotokolle (1977 – 1989). Dokumentation. Evangelische Verlagsanstalt, Leipzig 1993, ISBN 3-374-01474-7.
- (als Mitarb.): Jochen Voigt: Der gefrorene Augenblick. Daguerreotypie in Sachsen 1839 – 1860. Inkunabeln der Photographie in sächsischen Sammlungen. Edition Mobilis, Chemnitz 2004, ISBN 978-3-9808878-2-3.
- Das Wunder von Leipzig. Das Völkerschlachtdenkmal als Puzzlespiel in fünf Teilen. In: Volker Schimpff, Wieland Führ (Hrsg.): Historia in museo. Festschrift für Frank-Dietrich Jacob zum sechzigsten Geburtstag. Beier und Beran, Langenweißbach 2004, ISBN 978-3-930036-94-3, S. 243–246.
- Stadtbaurat Walther Beyer (1885–1966). Ein Pionier der Nachkriegszeit. In: Nadja Horsch, Zita Ágota Pataki, Thomas Pöpper (Hrsg.): Kunst und Architektur in Mitteldeutschland. Thomas Topfstedt zum 65. Geburtstag (= Leipziger Beiträge zur Kunstgeschichte. Bd. 6). Plöttner, Leipzig und London 2012, ISBN 978-3-86211-055-1, S. 202–217.
- Die Erste ihres Standes. Bertha Wehnert-Beckmann 1815–1901. In: Photo-Antiquaria 40 (2013), ISSN 1862-3379, S. 47–49.
- Allein unter Männern. Bertha Wehnert-Beckmann und ihre Konkurrenten. In: Leipziger Blätter 66 (2015), ISSN 0232-7244, S. 53–57.
- (als Hrsg.): Hermann Vogel: Leipzig zur Kaiserzeit. Fotografien 1888 – 1912 (= lehmstedt photopocket). Lehmstedt, Leipzig 2015, ISBN 978-3-95797-027-5.
- 40 Jahre Grünau. Die Geschichte einer Planung. In: Markus Cottin, Gerold Kolditz, Beate Kusche (Hrsg.): Leipziger Stadtgeschichte. Beiträge, Personalia, Rezensionen. Jahrbuch 2016. Sax-Verlag, Beucha 2017, ISBN 978-3-86729-194-1, S. 251–276.
- (Vorwort): Karl Heinz Mai: Reporter auf drei Rädern. Fotografien 1945–1964. Lehmstedt, Leipzig 2019, ISBN 978-3-95797-095-4.